# Palanzo
Palanzo è una frazione del comune comasco di Faggeto Lario posta in altura a nord del centro abitato.

## Storia
La più antica menzione storica del territorio di Palanzo si ritrova in una bolla pontificia di Alessandro III datata 14 aprile 1162, nella quale il locum qui dicitur Palanzo iusta lacum cumanum viene confermato tra i possedimenti concessi all'arcidiocesi di Milano. Fu Federico II di Svevia, nel maggio 1240, a decretare lo spostamento di Palanzo sotto le dipendenze della città di Como.
La località era un piccolo villaggio agricolo di antica origine della Pieve di Nesso.
Secondo quanto riportato da Carlo Amoretti, nei secoli XVII e XVIII il villaggio di Palanzo fu interessato da frequenti fenomeni di emigrazione da parte dei suoi abitanti.
Palanzo fu annessa a Pognana su ordine di Napoleone, ma gli austriaci annullarono la decisione al loro ritorno nel 1815 con il Regno Lombardo-Veneto.
Dopo l'unità d'Italia, il paese non diede segni di crescita demografica. Fu il fascismo a decidere la soppressione del comune unendolo a Lemna.. Da allora, Palanzo è una delle quattro frazioni di Faggeto Lario, alle quali è collegato tramite una strada carrozzabile costruita nel 1953.

## Monumenti e luoghi d'interesse

### Architetture religiose

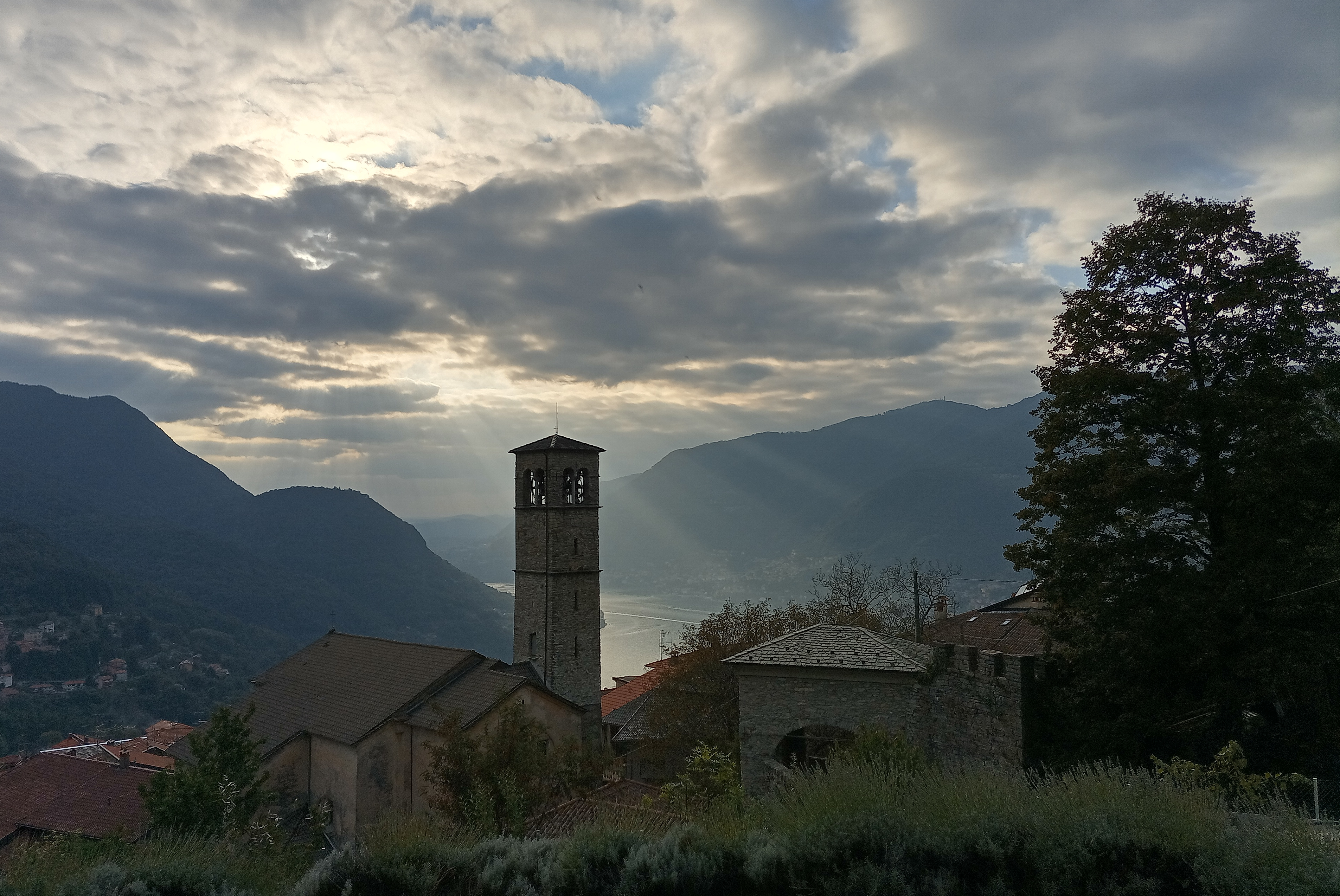
Il campanile della chiesa di Sant'Ambrogio. Sulla destra, edicola mariana e resti della cinta muraria del castello di Palanzo.

#### Chiesa di Sant'Ambrogio
Fino al 1240 alle dipendenze dell'arcidiocesi di Milano, l'attuale chiesa fu ricostruita nel XVII secolo. Il campanile, risalente al XVI secolo, fu costruito riutilizzando parte dei materiali che componevano la torre del vicino castello di Palanzo. All'interno della chiesa, spicca una tela  del Morazzone.

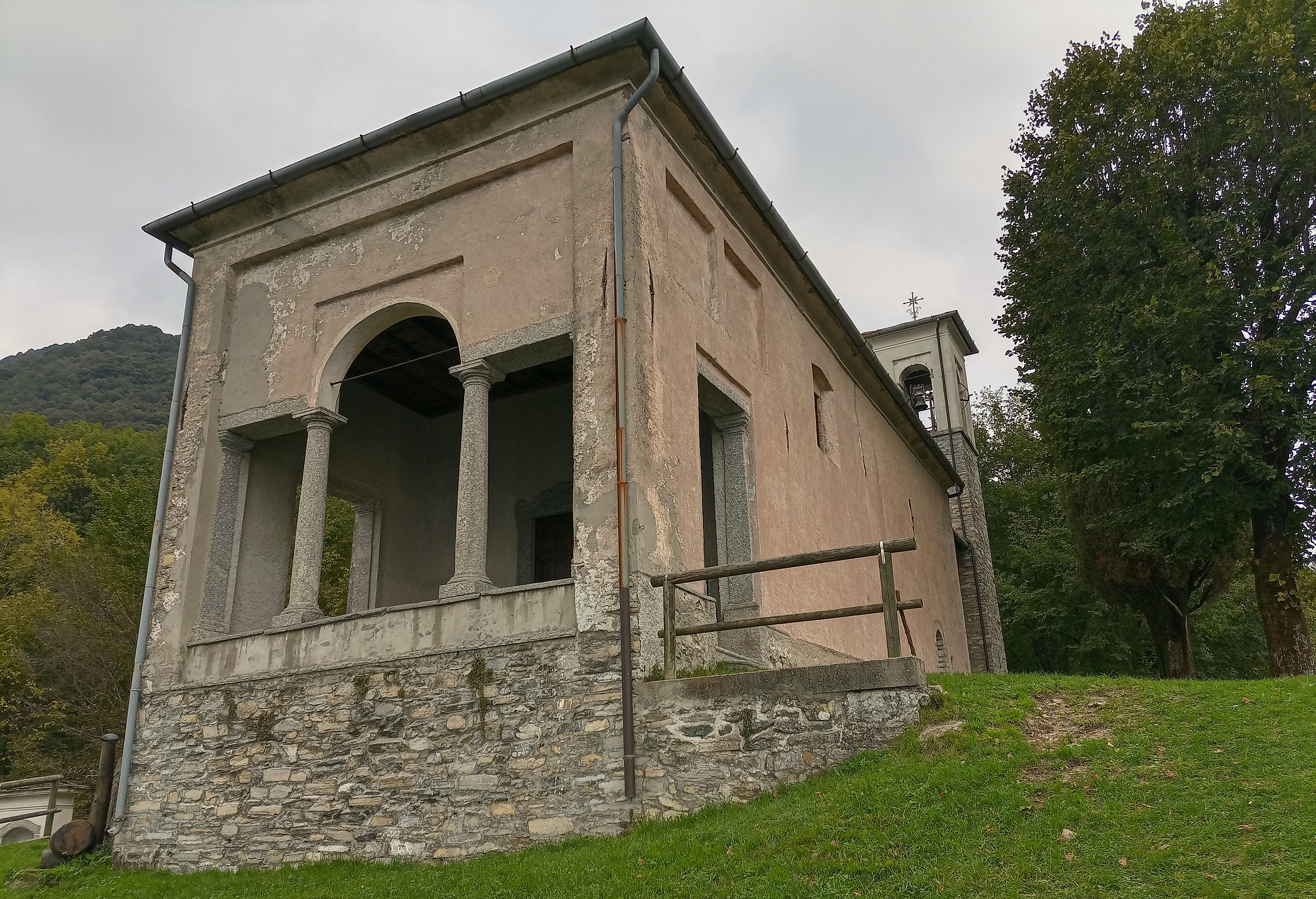
Chiesa del Soldo

#### Altro
- Chiesa del Soldo,[10] la cui denominazione lascia supporre che anticamente in quel luogo avvenisse la riscossione di un dazio.[11] Dedicata in origine a San Gerolamo e successivamente alla Madonna Addolorata[11],[12] la chiesa fu costruita nel Cinquecento,[12] su un terrazzamento un tempo tappezzato di vigneti[13]. La chiesa ospitava alcuni ex voto e un'antica statua mariana che, nel 1974, vennero trafugati.[11]

- Via Crucis (ante 1748), terminante alla chiesa del Soldo.[14]

- Edicola della Madonna del Rosario (1646), ricavata nella cinta muraria del vecchio castello, alle spalle della chiesa di Sant'Ambrogio.[15]

### Architetture civili e militari

#### Resti del Castello
Poco sopra alla chiesa di Sant'Ambrogio si trovano i resti del castello di Palanzo. Databile tra i secoli XI e XII, il castello viene tradizionalmente inserito tra le fortificazioni fatte costruire o potenziare da Federico II di Svevia nel 1239.
Ben visibili sono ancora oggi parte delle mura, rimaneggiate nel corso dell'Ottocento, e la parte inferiore della torre.
Proprietà comunale fino al 1865, dal 1912 è un monumento nazionale.

#### Torchio
Nel centro dell'abitato trova inoltre posto un monumentale torchio ligneo del XVI secolo. Eretto nel 1572, costituisce una delle più antiche costruzioni del centro storico.